# ストレンジネス
素粒子物理学においてストレンジネス（英: strangeness、S）は、素粒子の性質を表す量子数の一つである。

## 概要
ストレンジネスは、強い相互作用および電磁相互作用反応において、短時間で起こる粒子の崩壊の性質を記述する。
ストレンジネスは次のように定義される：
{\displaystyle S=-(n_{s}-n_{\overline {s}})}
ここで、 nsはストレンジクォーク (s) の数、nsは反ストレンジクォーク (s) の数を表す。
|  |  |  |  |

## ストレンジネス保存
現在までに分かっていることによると、ストレンジネスは強い相互作用および電磁相互作用では保存するが、弱い相互作用では保存しない。結果的に、ストレンジクォークを含む最も軽い粒子は強い相互作用で崩壊せず、代わりに非常に崩壊速度の遅い弱い相互作用で崩壊すると考えられている。ほとんどの場合、これらの崩壊はストレンジネスの値を一単位だけ変える。しかしながら、これはK0
 およびK0
 中間子の混合がある秒オーダーの弱い反応においては、必ずしも成り立たない。

## 歴史
ストレンジ (strange) およびストレンジネス (strangeness) という語は、クォークの発見まで遡る。この概念はマレー・ゲルマン (1953年) および西島和彦 (1955年) によって導入された。西島はストレンジネスに当たる概念を、当初はエータ荷、後にエータ中間子と呼んでいた。
ハドロンがまだ素粒子だと考えられていた頃、加速器や宇宙線を用いた実験で新たな粒子が次々と発見されていた。これらの粒子のうち、特定の粒子は必ず、粒子－反粒子のペアで観測されたため、未知の物理法則が働いていると考えられた。その中で発見されたK中間子や特定のハイペロンのような粒子は、衝突によって簡単に作り出せたが、それらの質量や反応断面積から予測されるよりも崩壊速度が非常に遅いということが分かった。この粒子は崩壊の前後でそれまでに知られていた量子数の保存則が成立しないという事実を説明するため、ストレンジネス(奇妙さ)という新たな保存量（量子数）を導入することになった。ストレンジネスは、それらの粒子の生成反応では保存されるが、崩壊反応では保存されないと仮定された。
ストレンジネスは強い相互作用と電磁相互作用では保存されるが、弱い相互作用では保存されない。後にストレンジネスの正体はストレンジクォークであることがわかり、これらの性質はストレンジクォークが弱い相互作用によって崩壊するときの反応で説明できるようになった。
最初、正の電荷を持つ粒子(K+)に正のストレンジネスが割り当てられた。その後、K+ は正の電荷を持つ反ストレンジクォークで構成されることが分かり、負の電荷を持つストレンジクォークには負の値-1が割り当てられるようになった。慣習では、全てのフレーバー量子数（ストレンジネス、チャーム、トップネスおよびボトムネス）は、クォークの電荷と同じ符号とすることになっている。これにより、荷電中間子が持つ全てのフレーバーは、その電荷と同じ符号を持つ。